# Anahata

El chakra anahata se representa como una flor de loto de 12 pétalos.

El anahata (sánscrito: अनाहत) es ,según las tradiciones budistas tántricas, yóguicas, hinduistas y del shaktismo, el cuarto chakra primario o chakra del corazón.

## Etimología
En sánscrito Anahata significa "sonido producido sin tocar dos partes" y al mismo tiempo significa "puro" o "limpio, inoxidable". Anahata Nad hace referencia al concepto védico del sonido no golpeado (el sonido del reino celestial). Se asocia con el equilibrio, la calma y la serenidad. El nombre de este chakra significa el estado de frescura que aparece cuando somos capaces de desapegarnos y mirar las diferentes y aparentemente contradictorias experiencias de la vida con un estado de apertura (expansión). Normalmente no estamos acostumbrados al efecto que produce la confrontación de dos fuerzas opuestas. En el nivel del chakra Anahata aparece la posibilidad de integrar las dos fuerzas opuestas y obtener el efecto (sonido, en este caso), sin que las dos fuerzas están enfrentadas (sin que se toquen las dos partes). Esta energía es específica de la cooperación y la integración, lo que aporta paz y una nueva perspectiva en un mundo que, hasta este nivel (considerando sólo las energías específicas de los tres primeros centros de fuerza: Muladhara, Swasdhistana y Manipura estaba hecho sólo de un enfrentamiento más o menos consciente entre fuerzas opuestas. El nombre de Anahata sugiere, de hecho, el efecto sinérgico de la interacción de las energías en este nivel.

### Nombre sánscrito

#### anāhata, en el sistemaAITS(alfabeto internacional para la transliteración delsánscrito).[4]
- अनाहत, en escritura devanagari del sánscrito.[4]
- Pronunciación: /anajáta/ en sánscrito[4]
- Etimología:[4]
  - an: partícula negativa
  - ahan: ‘golpear, atacar, asaltar’ (según el Rigveda), ‘causar un sonido a golpes’.[5]

### Significados
- anāhata: sin golpear, ileso, intacto
- anāhata: [tela] nueva y sin blanquear
- anāhata: producido de otra manera que no sea mediante golpes
- anāhata: no multiplicados

El término an-āhata proviene de āhata:
- āhata: golpeado, chocado, herido; según el Ramaiana, el Raghu-vamsa, el Kumara-sambhava, el Katha-sarit-sagara y el Brijat-samjitá de Varaja Mijira
- āhata: abrochado, fijo; según el Rigveda y el Atharva-veda.
- āhata: golpeado para que suene (como un tambor); según el Majabhárata, el Jari-vamsa y el Raghu-vamsa
- āhata: aplastado, frotado; según el Sisupala-vadha
- āhata: anulado, destruido, frustrado; según el Bhágavata-purana y el Brijat-samjitá de Varaja Mijira
- āhata: multiplicado; según el Brijat-samjitá de Varaja Mijira
- āhata: golpeado, embotado (dicho acerca de una letra visarga, cuando se la cambia por una "o"); según el Sajitia-darpana
- āhata: dicho de manera falsa; según lexicógrafos (tales como Amara Simja, Jalaiuda, Jema Chandra, etc.).
- āhata: conocido, entendido; según lexicógrafos
- āhata: repetido, mencionado; según lexicógrafos
- āhata: tambor; según lexicógrafos
- āhata: tela o ropa vieja; según lexicógrafos
- āhata: tela o ropa nueva; según lexicógrafos
- āhata: afirmación de una imposibilidad; según lexicógrafos.

Al mantra om se le llama anahata-nada (‘sonido que no proviene del choque entre objetos’).

## Descripción
Los Chakras se encuentran descritos en el Shiva Samhita, capítulo 5º. Se ubica en el pecho, se relaciona con  el plexo cardíaco. Se vincula con el sonido primordial que no procede de  golpe alguno.

“En el corazón está el cuarto chakra, anâhata. Tiene doce pétalos (…) su color es verde, tiene la semilla (…) “yam” y es un lugar muy placentero. En este loto hay una llama (…) por su contemplación se obtiene la visión del universo visible e invisible, (…) conocimiento inconmensurable, conoce pasado, presente y futuro, tiene clarividiencia, videncia y puede caminar por el aire cada vez que lo desea.” (Sniva Samhita V, 83, 85, 86).

### Localización
El chakra anahata es conocido como el chakra del corazón. Está ubicado en el canal central de la columna vertebral, detrás o dentro del corazón. Su kshetra (‘campo’, zona de activación superficial) está localizado sobre el seno derecho.

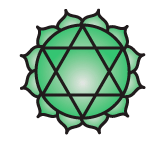
En la creencia vajrayana del budismo tibetano, el chakra anajata simboliza el amor, la compasión, el altruismo y la devoción. El tattva del elemento Aire está representado por un shatkona color verde humo.

### Apariencia
El chakra anahata se representa como una flor de loto de 12 pétalos. Tiene una mezcla de color gris y verde humo. Su interior es una región de color verde humo a partir de la cual hay una intersección de dos triángulos, creando así un shat-kona. El shatkona es un símbolo utilizado en los iantras hinduistas (símbolos mágicos), representando la unión de lo masculino y lo femenino. En concreto, lo que se pretende es representar al Púrusha (‘varón’, el Ser Supremo) y a Prakriti (la naturaleza como hembra de Dios) y es a menudo representado por el dios Shiva y su esposa Sakti. La deidad de esta área es el dios del viento, Vaiu, que es de color humo y con cuatro brazos, sostiene una hierba kusha y utiliza como vajana (‘vehículo’) un antílope (el animal que corresponde a este chakra).

### El mantra semilla
El biya-mantra (‘oración semilla’) que corresponde a este chakra es el mantra «iáṃ».
En el anusuara (el punto bajo la eme, que representa el sonido nasal) está el dios Íswara, que es de un color blanco o azul brillante; tiene una o cinco caras con tres ojos sobre cada cara. Tiene también dos, cuatro o diez brazos; está vestido con una piel de tigre, sostiene un tridente y un tambor, otorga bendiciones y disipan el temor.
La shakti («energía») del dios Ísuara es Kakini, de color amarillo o rosa. Esta diosa tiene una serie de variaciones: una, tres o seis caras, dos o cuatro brazos, y sostiene una variedad de implementos (una espada, un escudo, un cráneo o un tridente). Está sentada sobre un loto rojo.

### Pétalos del chakra
Los doce pétalos de este chakra son de color verde y sobre ellos están inscritos en letra devanagari (que se utiliza en la India desde el siglo VI d. C.) las sílabas kam, kham, gam, gham, ngam, cham, chham, jam, jham, nyam, tam y tham. Esos pétalos albergan los "vrittis" de la lujuria, la indecisión, el arrepentimiento, la esperanza, la ansiedad, la nostalgia, la imparcialidad, la arrogancia, la incompetencia, la discriminación y el desafío.

## Función de este chakra
Se considera que Anahata es la sede del Jivatman, el alma que da vida al cuerpo, y Parashakti, la diosa Sakti. Los hinduistas creen que el alma y el pensamiento se encuentran dentro o en la parte posterior del músculo cardiaco.
En los Upanishads, se describe como una pequeña llama dentro del corazón. Se llama así porque se creía que los sabios oían el sonido (Anahata - viene sin el golpe de dos objetos juntos). Se asocia con el aire, el tacto y las acciones de las manos y con la capacidad de tomar decisiones fuera del ámbito del karma. Desde el chakra manipura hacia abajo, las personas están sujetas a las leyes del karma y del destino. 
Gracias al chakra Anahata uno toma decisiones "sigue a su corazón" basándose en su yo superior, no en las emociones y deseos insatisfechos de la naturaleza inferior. Como tal, se le conoce como el chakra del corazón. También se asocia con el amor y la compasión, la caridad hacia los demás y la curación psíquica. Se dice que la meditación en este chakra produce los siguientes siddhis, habilidades, las personas se convierten en señor/a de la palabra, su presencia controla los sentidos de los demás y puede salir y entrar del cuerpo a voluntad.

## Prácticas yóguicas
Anahata se despierta y equilibra mediante asanas, pranayamas y la práctica de ajapa japa, japa, sin el esfuerzo mental que normalmente se necesita para repetir el mantra, y se purifica mediante bhakti (devoción).Además existen prácticas de concentración para despertar el chakra Anāhata.